# Les Bienfaits de la lune

Les Bienfaits de la lune est un poème en prose de Charles Baudelaire, le trente-septième du recueil Spleen de Paris (1869).